# Kansas State Wildcats

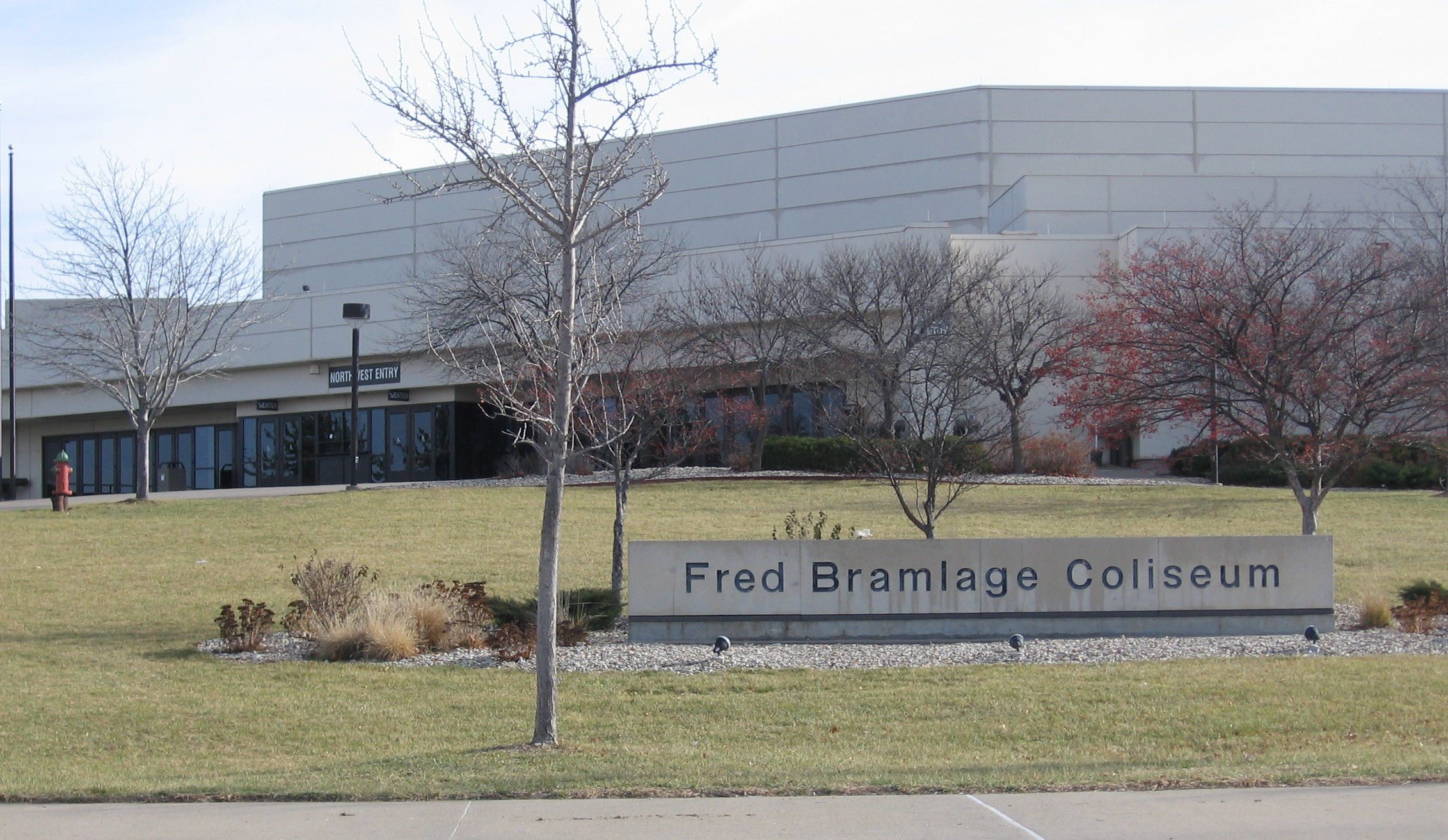
Bramlage Coliseum.

Kansas State Wildcats (español: Gatos Salvajes del Estado de Kansas) es el nombre de los equipos deportivos de la Universidad Estatal de Kansas en Manhattan (Kansas). Los equipos de los Wildcats participan en las competiciones universitarias organizadas por la NCAA, y forma parte de la Big 12 Conference. Su color es el púrpura.

## Equipos
Los Wildcats tienen 14 equipos oficiales, 6 masculinoas y 8 femeninos. A lo largo de su historia han conseguido en total 54 títulos de Conferencia. Desde 1996, y tras pasar por varias de ellas, pertenecen a la Big 12 Conference.
Estos son los equipos:
| - Masculinos - Baloncesto - Cross - Golf - Atletismo - Béisbol - Fútbol americano | - Femeninos - Baloncesto - Cross - Golf - Atletismo - Remo - Tenis - Voleibol - Equitación |

En la temporada 2016 dejará de haber equipo de equitación femenino y será sustituido por otro de fútbol femenino.

## Baloncesto
El equipo de baloncesto masculino de Kansas State comenzó a competir en el año 1902, y sus primeros éxitos en forma de campeonato de comferencia provienen de los años 1917 y 1919. En sus 105 años de historia han conseguido un total de 17 títulos de Conferencia.
Han participado en 22 ocasiones en la fase final del torneo de la NCAA, y su mayor éxito ocurrió en 1951, cuando llegaron a la final nacional, cayendo ante la Universidad de Kentucky. Un total de 18 jugadores salidos de sus filas llegaron a jugar en la NBA, destacando entre todos ellos Rolando Blackman o Mitch Richmond.

## Fútbol americano
Fue creado el equipo en 1983, y tuvo sus primeros éxitos en las décadas de los 20 y los 30, cuando ganaron el título de la Big Six Conference, precedente de la actual Big 12, en 1934. Sin embargo, el programa de fútbol americano de Kansas St. ha sido históricamente uno de los peores de la NCAA, hasta que en 1989 contrataron como entrenador a Bill Snyder. En 17 años como entrenador, ganó 136 partidos, récord de la universidad, y llevó a su equipo a la disputa de 11 bowls consecutivos (hasta su llegada solo habían participado en uno), ganando 6 de ellas, destacando la victoria en el Cotton Bowl de 2001. Además, consiguió 4 títulos de Conferencia.
En homenaje a su mejor entrenador, el estadio lleva su nombre.